# Bernie (pel·lícula de 2011)
Bernie és una pel·lícula còmica i dramàtica estrenada el 27 d'abril del 2011 als Estats Units i el 7 d'agost del 2011 a Espanya, protagonitzada per Jack Black, Shirley MacLaine i Matthew McConaughey i dirigida i escrita per Richard Linklater, basada en una història de la vida real: l'assassinat el 1996 de la milionària Marjorie Nugent (MacLaine) de 81 anys a Carthage (Texas) per part del seu company de 39 anys. Ha estat doblada al català.

## Argument
Bernie Tiede (Jack Black) és el sotsdirector d'una funerària del petit poble de Cartago, a l'estat de Texas, als Estats Units. És un ciutadà exemplar, estimat per tota la comunitat. Posteriorment, entaula una peculiar amistat amb una vídua milionària anomenada Marjorie Nugent (Shirley MacLaine). Tots dos viatjaran per Europa i altres ciutats dels Estats Units com Nova York, sempre volant en primera classe. No obstant això, acabarà matant a Marjorie. Després de l'homicidi i per lliurar-se de les possibles represàlies legals, Bernie farà passar per viva la seva amiga durant nou mesos. El fiscal del districte Danny Buck (Matthew McConaughey) farà que Bernie s'enfronti a ser acusat d'assassinat en primer grau. Després del judici, Bernie serà declarat culpable i condemnat a cadena perpètua. Es tracta d'un cas de la vida real.

## Repartiment
- Jack Black com Bernie Tiede
- Shirley MacLaine com Marjorie Nugent
- Matthew McConaughey com el fiscal Danny Buck
- Rick Dial com Don Leggett

## Producció
La pel·lícula es va rodar entre els mesos d'octubre i novembre de 2010 íntegrament en l'estat de Texas, Estats Units. Es van filmar escenes en diferents ciutats d'aquest estat com Austin, Georgetown, Carthage, Smithville i Bastrop. Va ser presentada per primera vegada al Festival de Cinema de Los Angeles el 16 de juny de 2011. Posteriorment es va presentar al Festival Internacional de Cinema de Rio de Janeiro el 6 d'octubre de 2011, al Festival de Cinema de Londres el 23 d'octubre de 2011 -on va ser definida com a «brillant i fresca» - i al Festival de Cinema de San Francisco el 21 d'abril de 2011. la seva estrena en sales comercials dels Estats Units va tenir lloc el 27 d'abril del 2011.
D'altra banda, per a la preparació dels seus personatges, Jack Black i Shirley MacLaine van parlar amb el veritable Bernie Tiede. Black es va reunir amb ell a la presó de Telford, mentre que per la seva banda MacLaine va parlar amb ell per telèfon. El film està basat en un article que el reporter Skip Hollandsworth va escriure el 1998 per al diari Texas Monthly sobre el cas real.

## Recepció

### Resposta crítica
A la pàgina d'Internet Rotten Tomatoes va obtenir un 90% de comentaris positius, arribant a la següent conclusió: "Aquest Bernie de Richard Linklater és genuïna, una inesperada i divertida comèdia sobre un crim real que es beneficia de la impressionant interpretació de Jack Black". Roger Ebert va assenyalar per Chicago Sun-Times que «he hagut de oblidar el que sabia de Jack Black. Crea aquest personatge del no-res, no s'assembla a res que hagi fet abans, i demostra que un actor pot ser alguna cosa miraculós en el paper correcte». Rex Reed va escriure per al New York Observer que «Per una vegada, espero una seqüela de Bernie». Segons la pàgina d'Internet Metacritic va obtenir un 75% de crítiques positives, sobre un total de 33 comentaris, dels quals 26 van ser positius.

### Taquilla
Es va estrenar el 27 d'abril de 2011 al març cinemes nord-americans, entrant en la posició número 39 del rànquing amb 85.805 dòlars de recaptació, amb una mitjana per sala de 28.602 dòlars. Posteriorment es va anar augmentant gradualment el nombre de sales en exhibició fins a un màxim de 332 el cap de setmana del 8 al 10 de juny. Va recaptar 9 milions de dòlars als Estats Units. El pressupost estimat invertit en la producció va ser de 6 milions.